# おき (列車)
スーパーおきは、西日本旅客鉄道（JR西日本）が鳥取駅・米子駅 - 新山口駅間を山陰本線・山口線経由で運行する特別急行列車である。1975年（昭和50年）に特急「おき」として運転を開始し、2001年（平成13年）7月7日から現行の列車名としている。
山口線で運転されていた優等列車の沿革についてもここで記述する。

## 概要
1975年（昭和50年）3月10日に山陽新幹線岡山駅 - 博多駅間が開業した際に、山陰地方西部と新たに山陽新幹線の停車駅となった小郡駅（現：新山口駅）を結ぶ新幹線連絡列車として、鳥取駅・米子駅 - 小郡駅間で特急「おき」として運転を開始した。それまで山口線では山陰地方の西部と九州北部を山口線経由で結ぶ急行列車が運行されており、その系統整理により誕生した「おき」は山口線初の特急列車である。山口県内およびJR西日本広島支社で唯一の在来線定期特急列車でもある。

### 列車名の由来
列車名は島根県の北方の日本海にある隠岐諸島に由来し、山陰本線の高速化事業の完成した2001年（平成13年）7月7日に新型振り子式車両を投入した際に、「スーパー」を冠したものである。

## 運行概況
2024年（令和6年）3月16日現在、鳥取駅 - 新山口駅間に下り2本（3・5号）と上り1本（4号）、米子駅 - 新山口駅間に下り1本（1号）と上り2本（2・6号）が運転されている。
鳥取駅 - 出雲市駅間と山口駅・湯田温泉駅・新山口駅で交通系ICカード「ICOCA」が利用できる。ただしこれらを跨いでの利用は不可。
列車番号は運転線区で変更がなく、下りは号数+3000の奇数、上りは号数+3000の偶数である。そのため新山口駅が起点となっている山口線内では、下りが偶数、上りが奇数である。2008年（平成20年）3月15日から列車番号が変更され、それまでは1001D - 1006Dであった。
なお、当列車は日本一所要時間が長い気動車特急である。鳥取駅 - 新山口駅間の走行距離378.1 kmは、日本国内の気動車特急としては第2位の長さであり、また本州内の在来線昼行特急列車としては最長である。

### 停車駅
鳥取駅 - 鳥取大学前駅 - 倉吉駅 - 米子駅 - 安来駅 - 松江駅 -（玉造温泉駅）-（宍道駅） - 出雲市駅 - 大田市駅 -（温泉津駅）- 江津駅 -（波子駅）- 浜田駅 -（三保三隅駅）- 益田駅 - 日原駅 - 津和野駅 - 徳佐駅 - 三谷駅 - 山口駅 - 湯田温泉駅 - 新山口駅
- （）内の駅は一部列車のみ停車（5駅のうち2 - 4駅に停車）。
  - 玉造温泉駅・三保三隅駅は2号以外が停車（玉造温泉駅には2号が臨時停車することがある[1]）。
  - 宍道駅は下り1号と上り2・4・6号が停車。
  - 温泉津駅は下り5号と上り4・6号が停車。
  - 波子駅は下り3・5号と上り2・4号が停車。
- 各駅とも「スーパーまつかぜ」と合わせて3 - 4往復の停車が確保されている。停車パターンは一定ではないため、時刻表等を参考のこと。

凡例
- ●：停車
- ←・→：通過（矢印は運転方向）

| 運行本数 | 号数 | 山陰本線 | 山陰本線     | 山陰本線 | 山陰本線 | 山陰本線 | 山陰本線 | 山陰本線   | 山陰本線 | 山陰本線 | 山陰本線 | 山陰本線 | 山陰本線 | 山陰本線 | 山陰本線 | 山陰本線   | 山陰本線 | 山口線 | 山口線 | 山口線   | 山口線 | 山口線 | 山口線 | 山口線     | 山口線   |
| 運行本数 | 号数 | 鳥取駅   | 鳥取大学前駅 | 倉吉駅   | 米子駅   | 安来駅   | 松江駅   | 玉造温泉駅 | 宍道駅   | 出雲市駅 | 大田市駅 | 温泉津駅 | 江津駅   | 波子駅   | 浜田駅   | 三保三隅駅 | 益田駅   | 益田駅 | 日原駅 | 津和野駅 | 徳佐駅 | 三谷駅 | 山口駅 | 湯田温泉駅 | 新山口駅 |
| -------- | ---- | -------- | ------------ | -------- | -------- | -------- | -------- | ---------- | -------- | -------- | -------- | -------- | -------- | -------- | -------- | ---------- | -------- | ------ | ------ | -------- | ------ | ------ | ------ | ---------- | -------- |
| 下り1本  | 1号  |          |              |          | ●        | ●        | ●        | ●          | ●        | ●        | ●        | →        | ●        | →        | ●        | ●          | ●        | ●      | ●      | ●        | ●      | ●      | ●      | ●          | ●        |
| 上り1本  | 2号  |          |              |          | ●        | ●        | ●        | ←          | ●        | ●        | ●        | ←        | ●        | ●        | ●        | ←          | ●        | ●      | ●      | ●        | ●      | ●      | ●      | ●          | ●        |
| 下り1本  | 3号  | ●        | ●            | ●        | ●        | ●        | ●        | ●          | →        | ●        | ●        | →        | ●        | ●        | ●        | ●          | ●        | ●      | ●      | ●        | ●      | ●      | ●      | ●          | ●        |
| 上り1本  | 4号  | ●        | ●            | ●        | ●        | ●        | ●        | ●          | ●        | ●        | ●        | ●        | ●        | ●        | ●        | ●          | ●        | ●      | ●      | ●        | ●      | ●      | ●      | ●          | ●        |
| 下り1本  | 5号  | ●        | ●            | ●        | ●        | ●        | ●        | ●          | →        | ●        | ●        | ●        | ●        | ●        | ●        | ●          | ●        | ●      | ●      | ●        | ●      | ●      | ●      | ●          | ●        |
| 上り1本  | 6号  |          |              |          | ●        | ●        | ●        | ●          | ●        | ●        | ●        | ●        | ●        | ←        | ●        | ●          | ●        | ●      | ●      | ●        | ●      | ●      | ●      | ●          | ●        |
| 停車本数 | 下り | 2        | 2            | 2        | 3        | 3        | 3        | 3          | 1        | 3        | 3        | 1        | 3        | 2        | 3        | 3          | 3        | 3      | 3      | 3        | 3      | 3      | 3      | 3          | 3        |
| 停車本数 | 上り | 1        | 1            | 1        | 3        | 3        | 3        | 2          | 3        | 3        | 3        | 2        | 3        | 2        | 3        | 2          | 3        | 3      | 3      | 3        | 3      | 3      | 3      | 3          | 3        |

### 使用車両・編成
後藤総合車両所に所属するキハ187系（0・10番台）2両編成が使用されている。なお、500番台が使用されることもある。多客期は3 - 4両編成で運転される場合がある。普通車のみ連結されており、グリーン車は連結されていない。山口線内では振り子は非作動となる。
運転開始した1975年（昭和50年）3月10日から今日まで定期列車としては1日3往復の運転であり、当初は関西 - 九州間で運転されていた特急列車の余剰となったキハ80系の6両編成が使用され、「はまかぜ」「まつかぜ」と共通運用であったが、翌1976年（昭和51年）10月にはキハ181系に変更され、6両編成で運転されていた。しかし、その内の1往復に関しては当時の国鉄昼行特急列車として異例ともいえるグリーン車非連結の編成となり、さらには運賃・料金の値上げもあり空席が目立ち、1982年（昭和57年）7月1日には残る2往復のグリーン車の連結も廃止され、1986年（昭和61年）11月1日には3両編成にまで減車された。

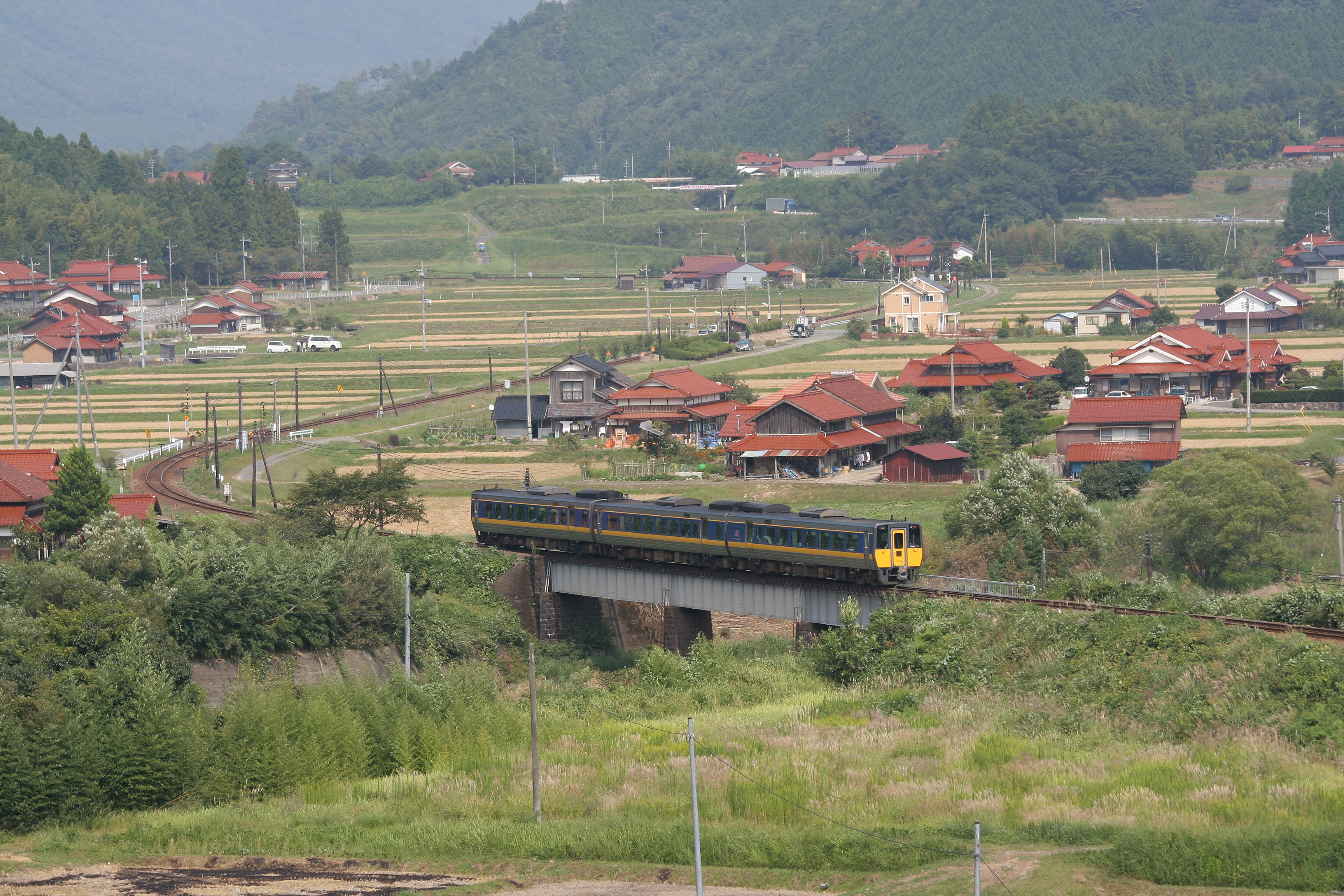
3両編成に増結された「おき」
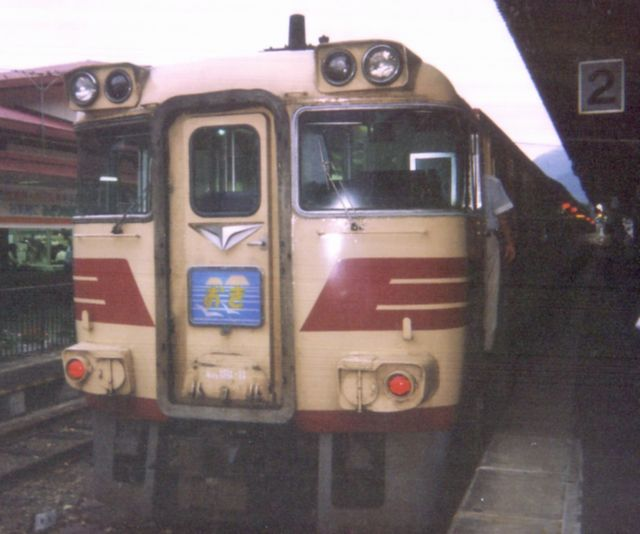
キハ181系「おき」 （1997年頃）

## 山口線優等列車概略

### あきよし
1960年（昭和35年）3月に山口県と福岡県の利用債より運転を開始した準急列車で、山口駅 - 博多駅間で運転を開始し、山口県西部から小倉・博多方面への利用に便利であることから好評であった。運転開始当初はキハ55系気動車による4両編成であったが、1960年（昭和35年）6月に「山陽」と共通運用になったことから、キロ25形が連結された5両編成に変更された。
1963年（昭和38年）には美祢線経由で東萩駅発着の列車も連結されていた。1964年（昭和39年）にはさらに運転区間が延長され、石見益田駅（現：益田駅）・浜田駅 - 博多駅間に変更、1965年（昭和40年）には九州内での運転区間が延長され、翌年に急行列車化された。九州内では、東唐津駅や天ヶ瀬駅・日田駅発着が設定されたり、本州内は、下りは江津発（浜田駅まで普通）上りは浜田行き（益田駅から普通）で、益田駅 - 厚狭駅間で分割された編成が山陰・山陽本線内で併結するなど、数年ごとに運転区間が変更されるなどして複雑な運転形態を取っていた。
1975年（昭和50年）3月に小郡駅 - 厚狭駅間および小倉駅 - 博多駅間が廃止され、山口線内は「つわの（後述）」に立て替えられ、設定当初の山口市と福岡市を直通する役割はなくなった。
一方、美祢線・日田彦山線経由の系統は1985年（昭和60年）3月13日まで残り、その後1992年（平成4年）3月13日まで山陰本線滝部駅経由の「ながと」として急行運転された。

### つわの
1975年（昭和50年）3月10日の山陽新幹線の岡山駅 - 博多駅間開業によるダイヤ改正に伴い、「あきよし」の系統立て替えや「しんじ」が系統分割されたことで運転を開始し、1980年（昭和55年）9月30日に廃止されるまで小郡駅 - 浜田駅間などで運転されていた急行列車である。運転開始当初から一部の区間では普通列車として運転されており、全区間で急行列車として運転されたことはなく、上り1号は「おき」の運転時間帯に先行し、下り2号は「おき」より遅い時間帯に設定されるといった差異があった。
しかし、「あきよし」が担っていた小郡駅以西の直通や「しんじ」が担っていた浜田駅以東や伯備線への直通がなくなったため、日本国有鉄道が当初見込んだほどの利用客はなく、当時は山口線で優等列車が特急「おき」と本列車であわせて5往復運転されていたが、輸送力が過剰になったため、特急だけ残して本列車は廃止。本列車のみ停車していた湯田温泉駅・三谷駅・日原駅および1往復だけ特急が停車していた徳佐駅は全ての特急が停車する駅となった。

## 山口線優等列車沿革

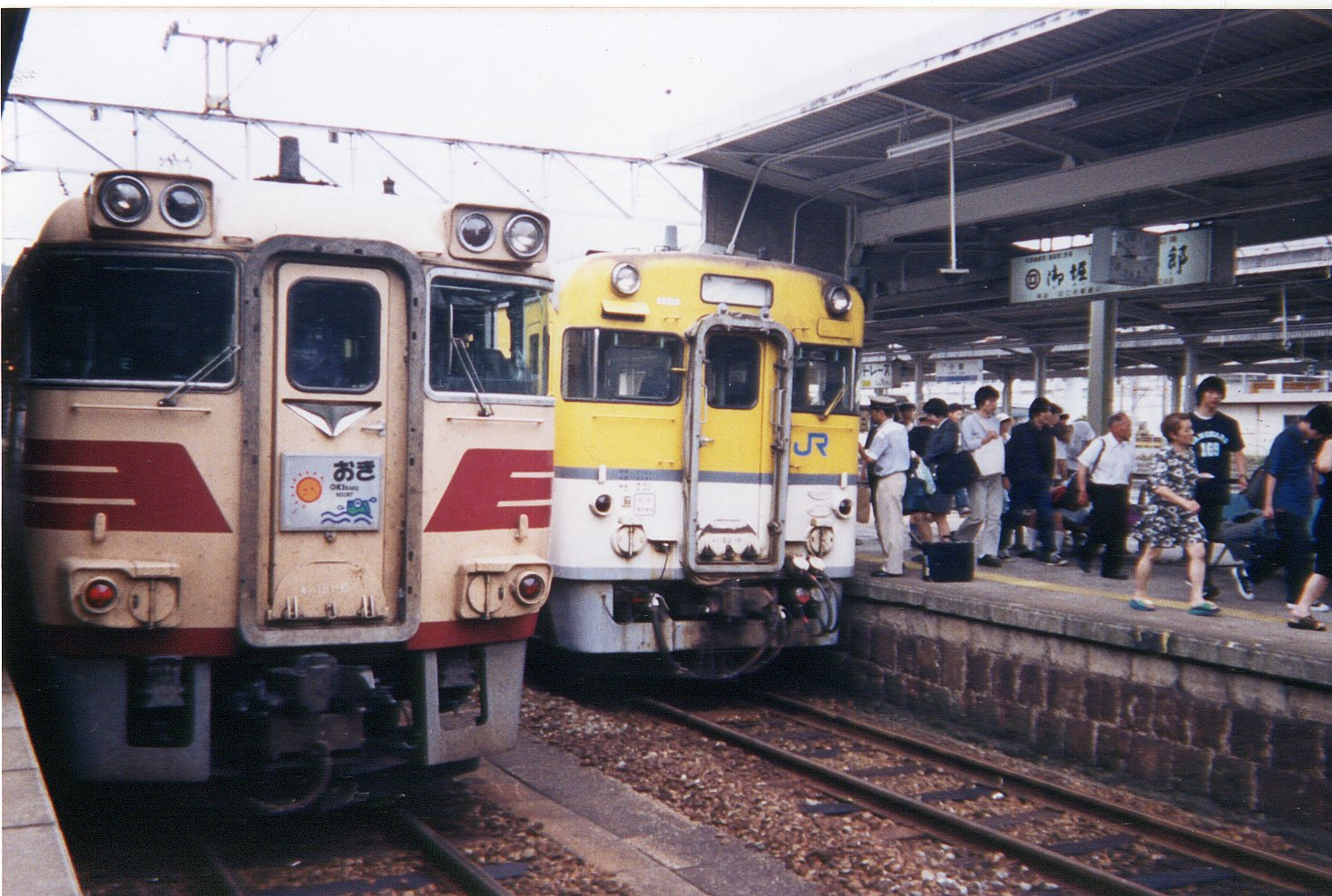
末期にかけてはこのようなヘッドマークも使われた
（1999年頃）

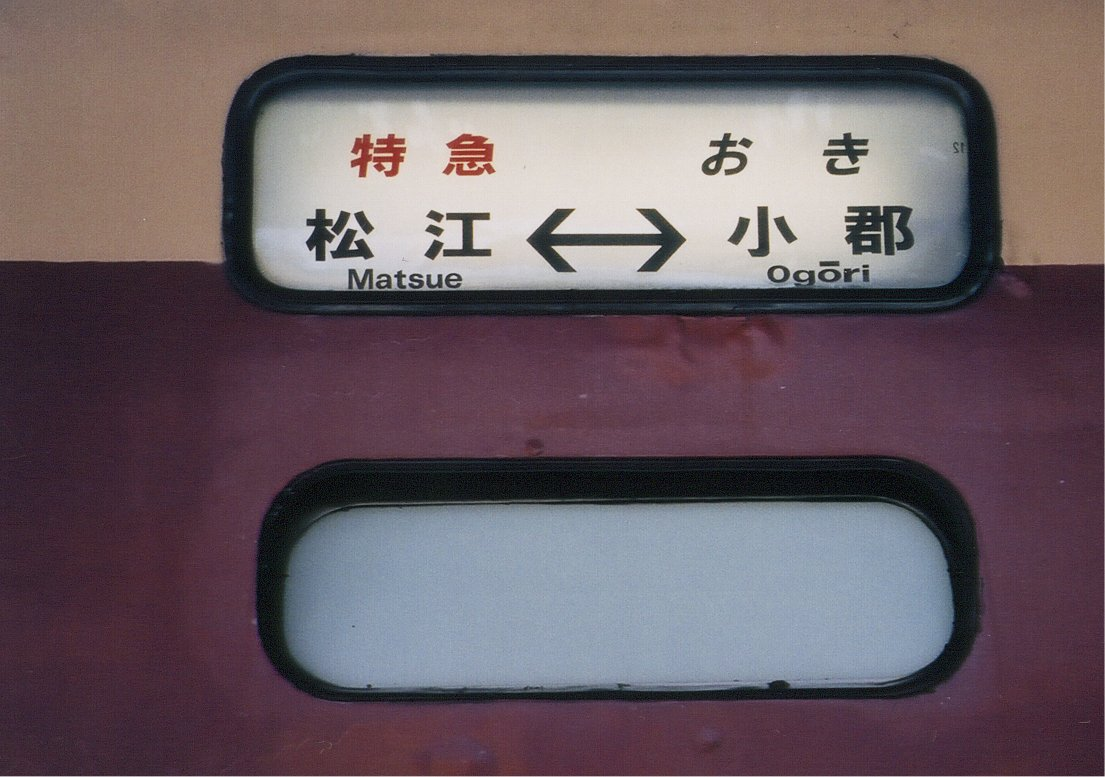
キハ181系「おき」の方向幕
（2002年8月17日）

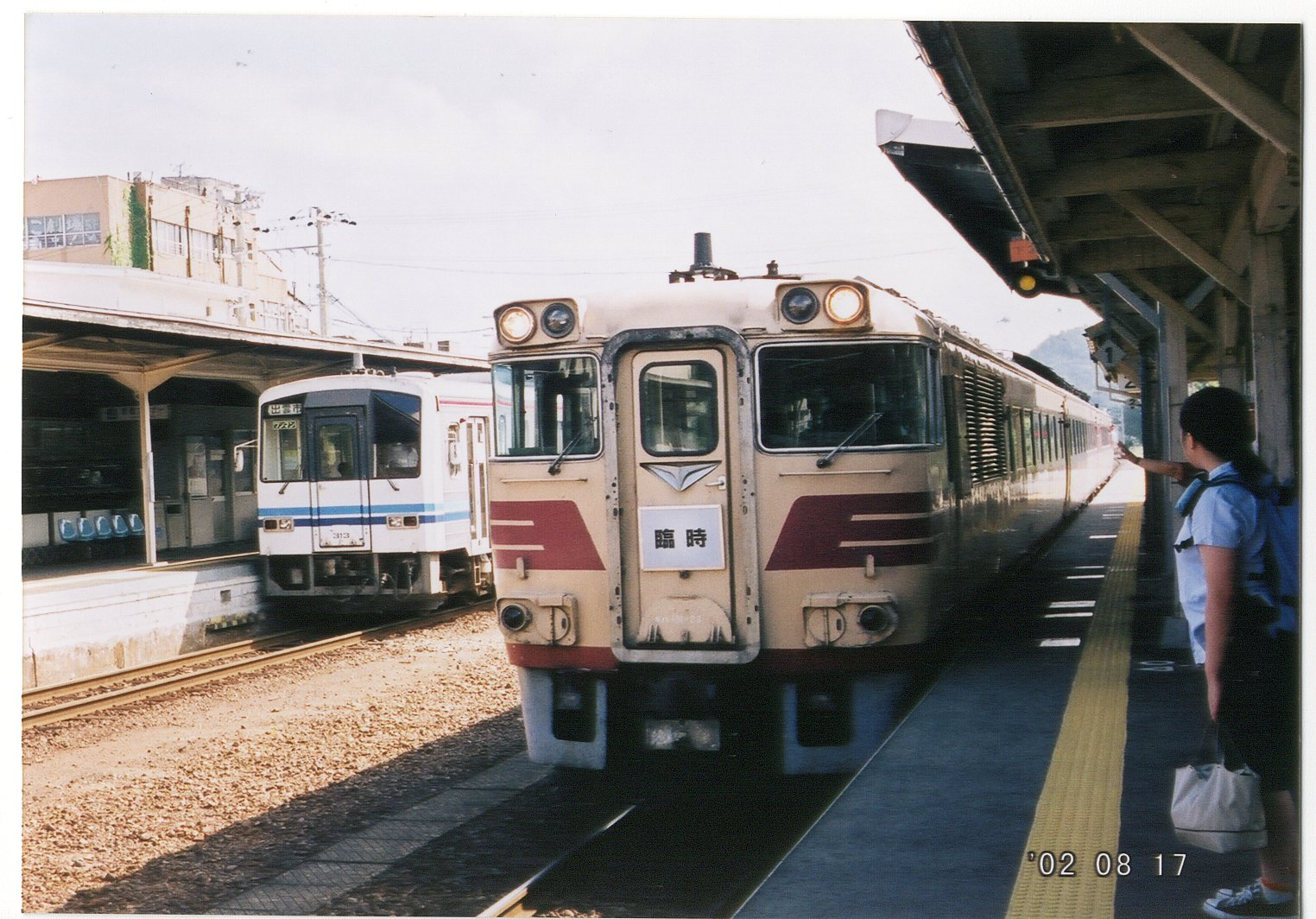
臨時「おき」。結果的にリバイバル運転を除いてはキハ181系での「おき」のラストランとなった
（2002年8月17日）

### 「おき」登場まで
- 1960年（昭和35年）
  - 3月20日：山口駅 - 博多駅間で準急「あきよし」が運転開始。
  - 6月1日：上り列車に博多発宇部岬行きの列車が併結されるようになる。
- 1961年（昭和36年）10月1日：準急「しんじ」の運転区間が、岡山駅 - 出雲市駅間（伯備線経由）から宇野駅 - 博多駅間（伯備線・山陰本線経由、石見益田駅 - 下関駅間は山陰本線経由と山口線経由に分割）に延長される。
- 1963年（昭和38年）4月1日：「あきよし」に東萩駅 - 博多駅間（美祢線経由）の列車が併結されるようになる。
- 1964年（昭和39年）10月1日：「あきよし」の運転区間が、浜田駅・石見益田駅 - 博多駅間（浜田駅発着は美祢線経由、石見益田駅発着は山口線経由）に延長される。
- 1965年（昭和40年）10月1日：ダイヤ改正により、次のように変更される（1965年10月1日・11月1日国鉄ダイヤ改正）。
  1. 「あきよし」の運転区間が、浜田駅 - 東唐津駅間（山口線・筑肥線経由）および浜田駅 - 天ヶ瀬駅間（美祢線・日田彦山線・久大本線経由）に延長される。
  2. 「しんじ」の運転区間が、宇野駅 - 小郡駅間（伯備線・山陰本線・山口線経由）に短縮される。
- 1966年（昭和41年）3月5日：「あきよし」「しんじ」が急行列車に変更される。
- 1968年（昭和43年）10月1日：米子駅 - 小郡駅間で季節列車として「さんべ」が運転開始。
- 1970年（昭和45年）10月1日：「さんべ」が定期列車化。
- 1972年（昭和47年）3月15日：「しんじ」の運転区間が、岡山駅 - 小郡駅間（伯備線・山陰本線・山口線経由）に短縮される。「しんじ」「さんべ」の一部列車は山口駅 - 小郡駅間が普通列車になり、山口線内急行3往復で1975年（昭和50年）3月改正まで推移。

### 「おき」時代
- 1975年（昭和50年）3月10日：山陽新幹線全線開業に伴うダイヤ改正により、次のように変更（1975年3月10日国鉄ダイヤ改正）。
  1. 鳥取駅・米子駅 - 小郡駅間で特急「おき」3往復が新設され、運転開始。「はまかぜ」とキハ80系を共通運用した。
  2. 江津駅・浜田駅 - 小郡駅間の急行「つわの」2往復が運転開始。（「あきよし」・「しんじ」の運転区間を短縮して立て替え）
  3. 「さんべ」の山口線運行を廃止。
- 1976年（昭和51年）10月1日：特急「おき」の使用車両が、キハ80系からキハ181系に変更。そのうちの1往復に関してはグリーン車が非連結となる。
- 1978年（昭和53年）10月2日：松江駅高架化工事に伴い、「おき」の1往復が出雲市駅発着に変更。
- 1980年（昭和55年）10月1日：「つわの」を廃止。優等列車は「おき」のみになる。
- 1982年（昭和57年）7月1日：この日に実施された伯備線および山陰本線の伯耆大山駅 - 知井宮駅（現：西出雲駅）間電化によるダイヤ改正により、「おき」は多客期を除きグリーン車の連結が廃止。
- 1985年（昭和60年）3月14日：「おき」の全列車が小郡駅 - 米子駅間の運転に統一される。
- 1989年（平成元年）3月11日：「おき」の上り1本が下関発（山陽本線・山口線経由）になる。送り込みとして小郡発下関行きの朝の快速列車も「おき」の車両で運転されていた。
- 1994年（平成6年）12月3日：多客期のグリーン車連結を廃止。
- 1996年（平成8年）3月16日：「おき」の1往復を鳥取駅まで延長運転する（鳥取駅 - 小郡駅間下り1本、鳥取駅 - 下関駅間上り1本、米子駅 - 小郡駅間2往復）。
- 1997年（平成9年）3月22日：「おき」の下関発の列車が廃止。全列車が小郡駅発着になる（鳥取駅 - 小郡駅間1往復、米子駅 - 小郡駅間2往復）。

### 「スーパーおき」時代
- 2001年（平成13年）7月7日：「おき」の使用車両がキハ187系に変更され、名称が「スーパーおき」に変更[4]。全列車が米子駅 - 小郡駅間（3往復）の運転になる。
- 2003年（平成15年）
  - 10月1日：「スーパーおき」下り2本・上り1本が鳥取駅発着に変更され、鳥取駅 - 新山口駅間下り2本・上り1本、米子駅 - 新山口駅間下り1本・上り2本になる[5]。
  - 12月6日・12月7日：特急「まつかぜ」・「おき」がキハ181系でリバイバル運転される[6][7]。
- 2005年（平成17年）：キハ181系による臨時「おき」の運用が終了。以降は車両増結で対応することになる。
- 2009年（平成21年）
  - 6月1日：喫煙コーナーが廃止され、全車両禁煙になる[8]。
  - 9月30日：車内販売が終了。
- 2010年（平成22年）3月13日：1往復が鳥取大学前駅に停車となる[9]。
- 2013年（平成25年）
  - 7月28日：山口県・島根県地方に降った記録的豪雨により、阿武川にかかる鉄橋3箇所が流されるなどしたため、山口線区間（新山口駅 - 益田駅間）で運行休止となる。
  - 11月16日：運行休止となっていた山口線の区間のうち、津和野駅 - 益田駅で運行を再開。新山口駅 - 津和野駅については、路線再開された地福以西で折り返し臨時列車が設定されないまま引き続き運休し、この区間については一部の「スーパーおき」の津和野発着の時刻に合わせて中国JRバスが「ノンストップつわの号」を運行（ただし鉄道代行バスではないので、鉄道の乗車券では乗車できない）[10]。
- 2014年（平成26年）8月23日：山口線地福駅 - 津和野駅間の運転再開に伴い、新山口駅 - 津和野駅間の運転を再開。
- 2024年（令和6年）
  - 11月：大雨災害により石見津田駅 - 益田駅間の沿線の斜面で亀裂が発見されたため、「スーパーおき」は2日から米子駅 - 益田駅間で運休し、鳥取駅 - 米子駅間下り2本・上り1本、山口線内（益田駅 - 新山口駅間）3往復の運行のみとなる。26日、米子駅 - 浜田駅間で「スーパーおき1号・2号」と同じ時刻・停車駅の臨時列車「スーパーまつかぜ81号・82号」（全車自由席）の運転を開始[11][12]。30日、全区間で運転再開。
- 2025年（令和7年）3月15日：鳥取駅 - 米子駅間をワンマン運転化[13]。